# Bubo magellanicus
El tucúquere (Bubo magellanicus), también conocido como búho magallánico, o búho de Magallanes es un ave nocturna, de plumaje rayado. Vive en Sudamérica, desde Tierra del Fuego hasta el centro de Perú. El nombre «tucúquere» es onomatopéyico, es decir que deriva de su vocalización. En el reverso del billete de 5.000 pesos chilenos aparece un tucúquere.
Es más pequeño que el búho cornudo (c. 45 cm), con garras mucho menos robustas, pico relativamente pequeño (culmen inferior a 43 mm) y mechones de orejas más pequeños, bastante estrechos y puntiagudos. Partes inferiores con una fina barra oscura, mucho más densa y regular que en su contraparte más grande. La parte superior del pecho está escasamente marcada con algunos puntos oscuros. El borde alrededor del disco facial es más pronunciado que en el búho cornudo. Ojos amarillos. 
Se distribuye en Sudamérica, desde el norte de Perú, pasando por Bolivia, hasta Chile y Argentina, teniendo una población muy estable en estos últimos dos países. Es el mayor strigiforme que habita en latitudes medias y australes del cono sur de América del Sur. Su tipo de hábitat suelen ser bosques y matorrales. Las aves jóvenes pueden deambular, especialmente en otoño. En invierno se ha observado cierto movimiento de las poblaciones más meridionales hacia zonas más cálidas. Se suele alimentar de mamíferos, aunque es capaz de dar caza a peces y otras aves, incluyendo otras aves rapaces gracias a su gran tamaño.

## Taxonomía
Hasta hace no mucho, el tucúquere era considerado una subespecie del Búho americano (Bubo virginianus); pero diferencias en las vocalizaciones y la morfología, además de análisis recientes de ADN, han apoyado la posibilidad de que se traten de especies separadas. La UICN cataloga al tucúquere como especie separada de Bubo virginianus.
Los individuos de las zonas más elevadas de los Andes han sido propuestos para formar la subespecie B. m. andicolus, pero las diferencias no se han considerado suficientes y, por lo tanto, actualmente no se reconocen subespecies.
Bubo magellanicus está muy emparentado con las más de 17 especies reconocidas del género Bubo. Bubo, a su vez, está muy emparentado con Nyctaetus, Scotopelia y Ketupa; estos géneros pertenecen a la tribu Bubonini, de la subfamilia Buboniane. La subfamilia Buboninae, junto con Surniinae y Ninoxinae, conforman la familia Strigidae. Los estrígidos pertenecen al Orden Strigiformes, junto con la familia Tytonidae, Palaeoglaucidae, Protostrigidae y Sophiornithidae (las últimas tres familias solo son conocidas por el registro fósil).
Los Strigiformes, junto con Coraciimorphae y Accipitrimorphae, componen un grupo más amplio llamado Afroaves, el cual está incluido en el clado Neornithes (aves modernas).

### Datos géneticos
Según la voz y la evidencia de ADN, el búho magallánico es específicamente distinto del búho cornudo. Los dos pueden ser considerados como paraespecies, superpuestos en el rango local, como por ejemplo en el noroeste de Argentina, donde las tierras bajas (por ejemplo, el Chaco argentino en la provincia de Salta) y las estribaciones de los Andes E están ocupadas por B. v. nacurutu mientras que B. magellanicus es se encuentra en las rocosas 'Quebradas' y por encima de la línea forestal entre 3000 y 4000 m (por ejemplo, en 'Valle Encantado', provincia de Salta, norte de Argentina). Ambas especies requieren más estudios, especialmente para aclarar los límites de sus distribuciones. Además, la ecología y el comportamiento del búho cornudo de Magallanes son poco conocidos y requieren una investigación exhaustiva.

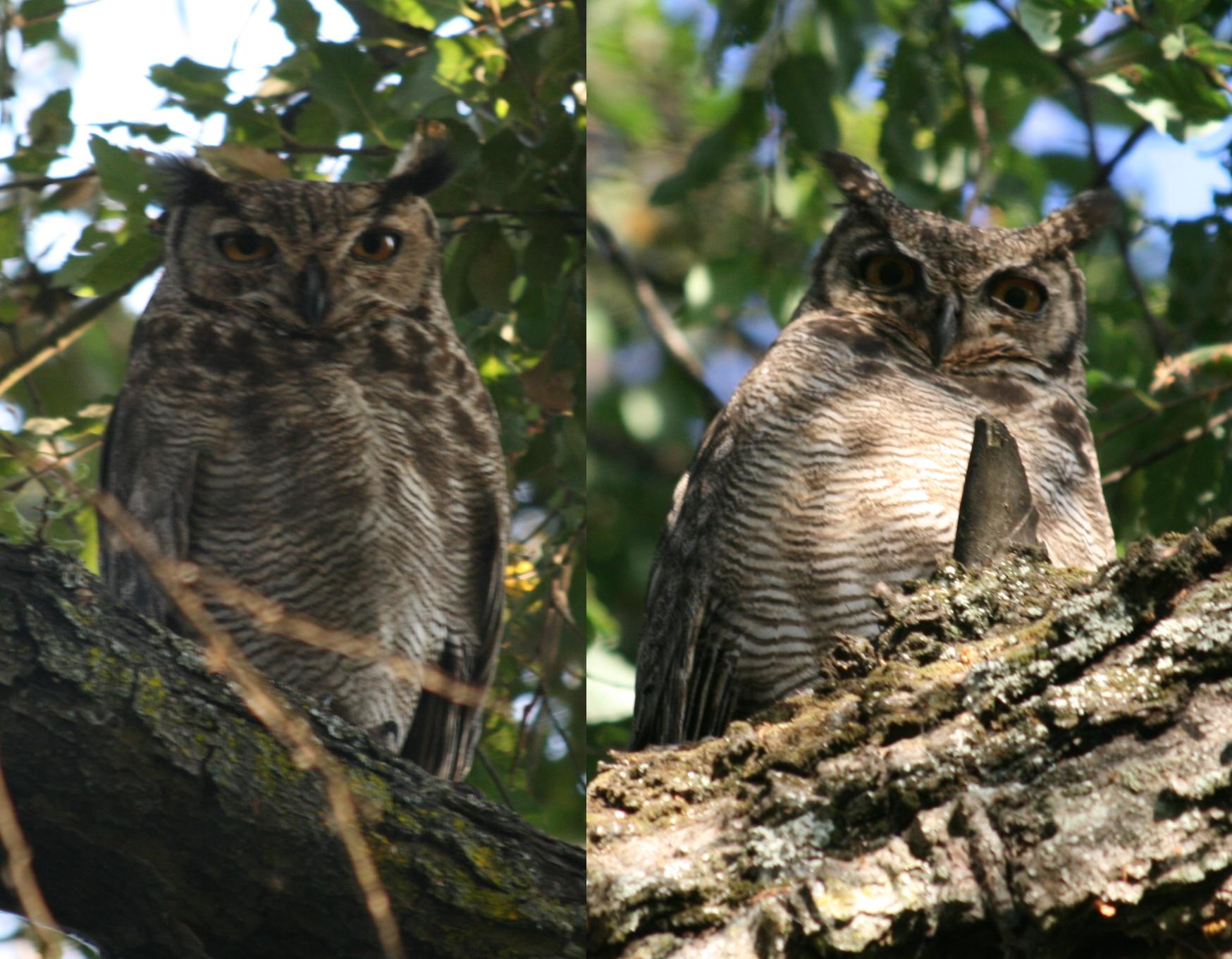
Ejemplares macho (izquierda) y hembra (derecha) de tucúquere (Bubo magellanicus)

## Etimología
Bubo magellanicus (Lesson, 1828) – Tucúquere magellanicus: (del Estrecho) de Magallanes, de Magellan, grafía inglesa de Magallanes, y el sufijo –icus que indica pertenencia (ver N.º 84 Spheniscus magellanicus). Lesson creó la especie sobre Strix magellanicus, de Gmelin, y éste se basó en Hibou des Terres Magellaniques, de Buffon  “Nos ha sido traído de las tierras Magallánicas”.

## Descripción

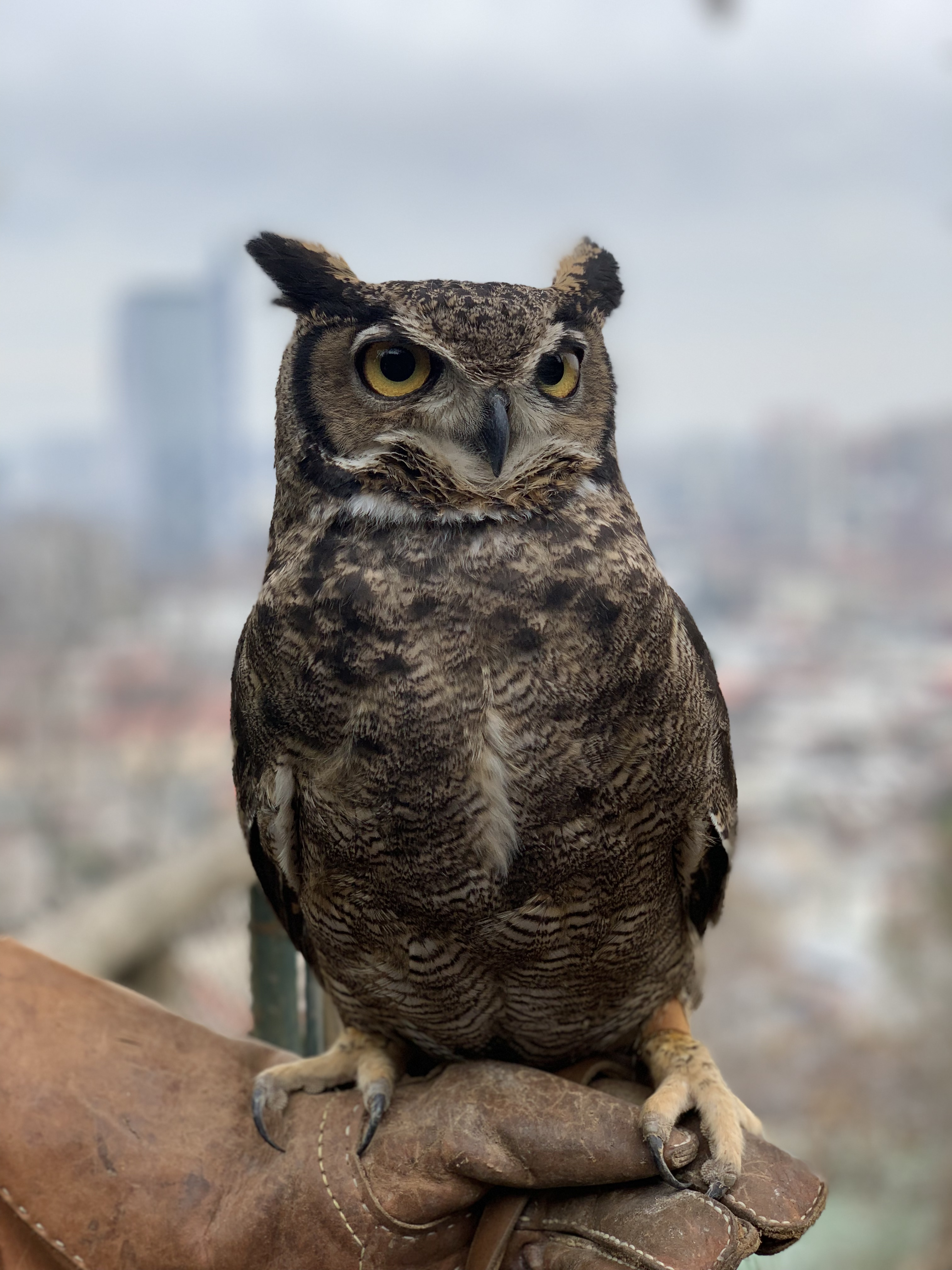

Mide entre unos 45 cm hasta 50 cm de largo siendo las aves en el norte del rango algo más grandes. Pesan sobre unos 830 g los machos, y 1.200 g las hembras, esto lo convierte en una de las especies vivas más pequeñas de género Bubo. El plumaje varía del marrón grisáceo al marrón oscuro. Las partes inferiores son pálidas con estrechas barras de color marrón grisáceo y el pecho tiene manchas oscuras. Tiene alas anchas y una cabeza grande con dos penachos emplumados con forma de "oreja". El disco facial es, también, de color marrón grisáceo con un borde negro y rayas blancas que parecen cejas sobre los ojos amarillos. Es, en general, muy parecido al Búho americano pero con algunas diferencias: un tamaño menor, penachos y pico más pequeños, garras más débiles, borde del disco facial más marcado y barras castañas más estrechas en el cuerpo. 

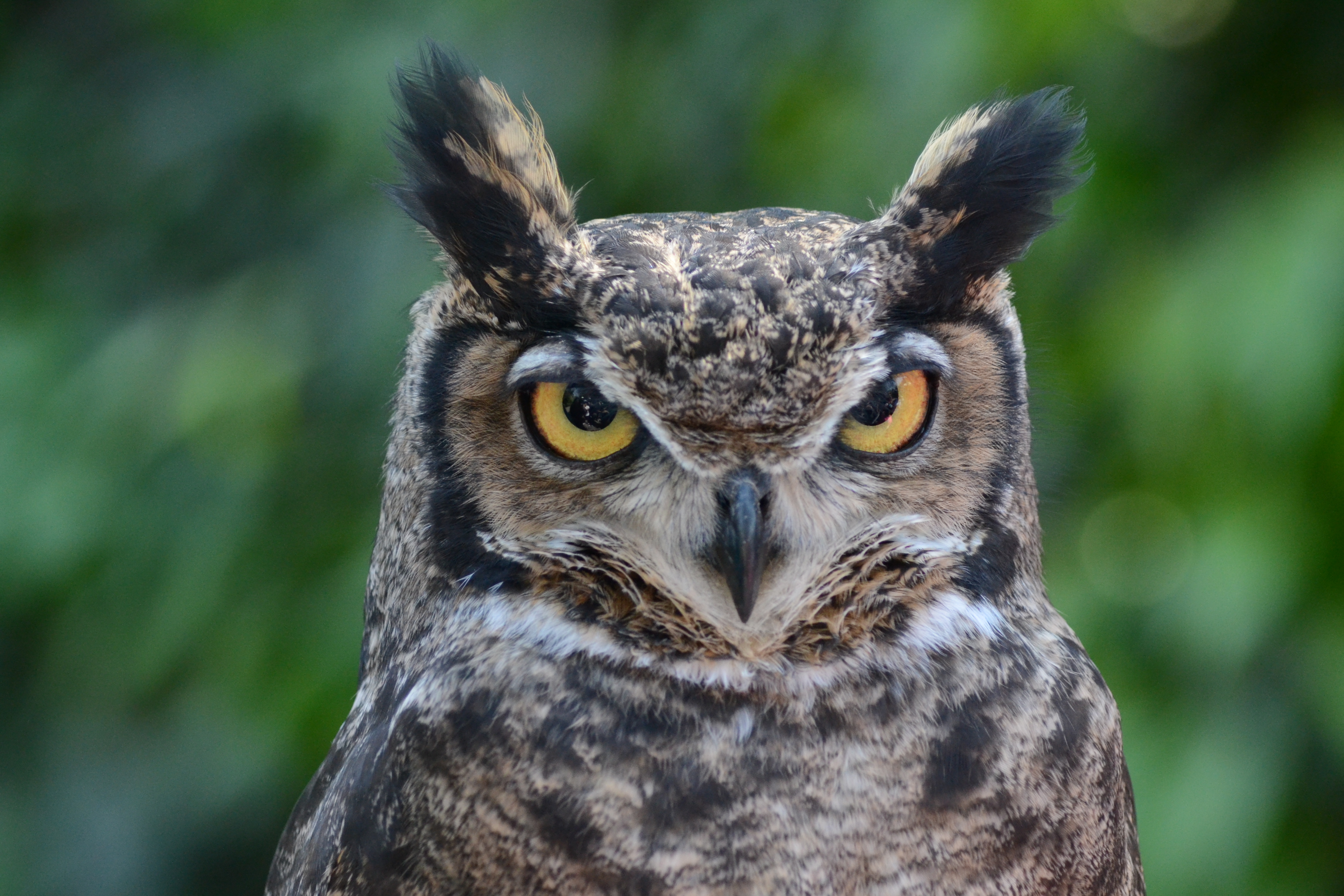
Detalle de la cabeza de un tucúquere.

Los adultos de ambos sexos tienen el mismo plumaje, pero las hembras son más grandes y pesadas que los machos. Se conocen morfos claros y oscuros; también se producen intermedios. Morfo claro: Disco facial de color marrón grisáceo pálido a gris ceniciento, que se vuelve blanquecino hacia el pico y la barbilla, más horizontalmente rectangular que en el búho cornudo. Pico relativamente pequeño. Borde alrededor del disco negruzco prominente, que separa el mentón de la garganta por una línea delgada y oscura. Cejas más pálidas que la corona, pero no muy prominentes. Mechones de orejas de color marrón oscuro a negruzco, relativamente delgados y puntiagudos, no despeinados. Corona pardo grisácea con vetas del eje más claras y oscuras y moteado fino. Partes superiores de color marrón grisáceo con vetas negruzcas en el eje y moteado pardusco, puntos y barras transversales oscuras. Escapularios sin membranas exteriores blanquecinas prominentes, estas últimas más o menos moteadas de marrón grisáceo, blanco y negro. Plumas de vuelo y cola barradas negruzcas y marrón grisáceas. Garganta blanca, bordeada ventralmente por una hilera de puntos oscuros. Resto de las partes inferiores de color gris pardusco pálido a blanquecino con una fina barra regular de color marrón oscuro a gris oscuro (bandas pálidas entre barras oscuras mucho más estrechas que en el búho cornudo). Pecho superior con algunas manchas oscuras sobre un suelo barrado; vientre casi liso blanquecino. Garras y dedos de los pies con plumas de un blanco sucio (las plumas de los dedos son menos densas que en Great Horned, por lo que los dedos parecen más delgados). Garras mucho más débiles que en el búho cornudo. Morfo oscuro: generalmente más oscuro y marrón, con menos blanco en las partes inferiores. Juvenil similar al búho cornudo. Partes descubiertas Ojos de color amarillo brillante, párpados con delgados bordes negruzcos. Pico y cere gris azulado. Garras de cuerno oscuro con puntas negruzcas. 
Largo total c.45cm. Ala: machos 318–356 mm, hembras 330–368 mm, cola 180– 209 mm. Las aves de Perú y Bolivia son algo más grandes. Pico (culmen) 37–42 mm (media 38–39 mm) (tenga en cuenta que el pico de la raza parapátrica nacurutu del búho cornudo mide 43–52 mm). Peso de un macho de Calafate (Santa Cruz), Argentina: 830g.

## Distribución y hábitat
El rango se extiende desde el centro de Perú y el oeste de Bolivia hacia el sur a través de Chile y el oeste de Argentina hasta Tierra del Fuego. Existen poblaciones en las Islas Malvinas pero se cree que se debe a animales migrantes que sólo viven allí estacionalmente. Este ave se encuentra en una variedad de hábitats que incluye bosques tropicales abiertos, matorrales, estepa patogónica, tierras de cultivo y praderas. Habita llanuras y montañas hasta los 4500 m de altitud.
Paisajes rocosos con pastos en las montañas por encima del límite forestal, bosques semiabiertos patagónicos y fueguinos de Nothofagus ricos en líquenes y musgos, y semi desiertos rocosos desde el nivel del mar hasta las regiones montañosas. Localmente cerca o incluso en asentamientos humanos con parques, p. Ej. en la Patagonia, donde esta especie es abundante. Desde el nivel del mar hasta los 4500 m.

## Ecología y Comportamiento

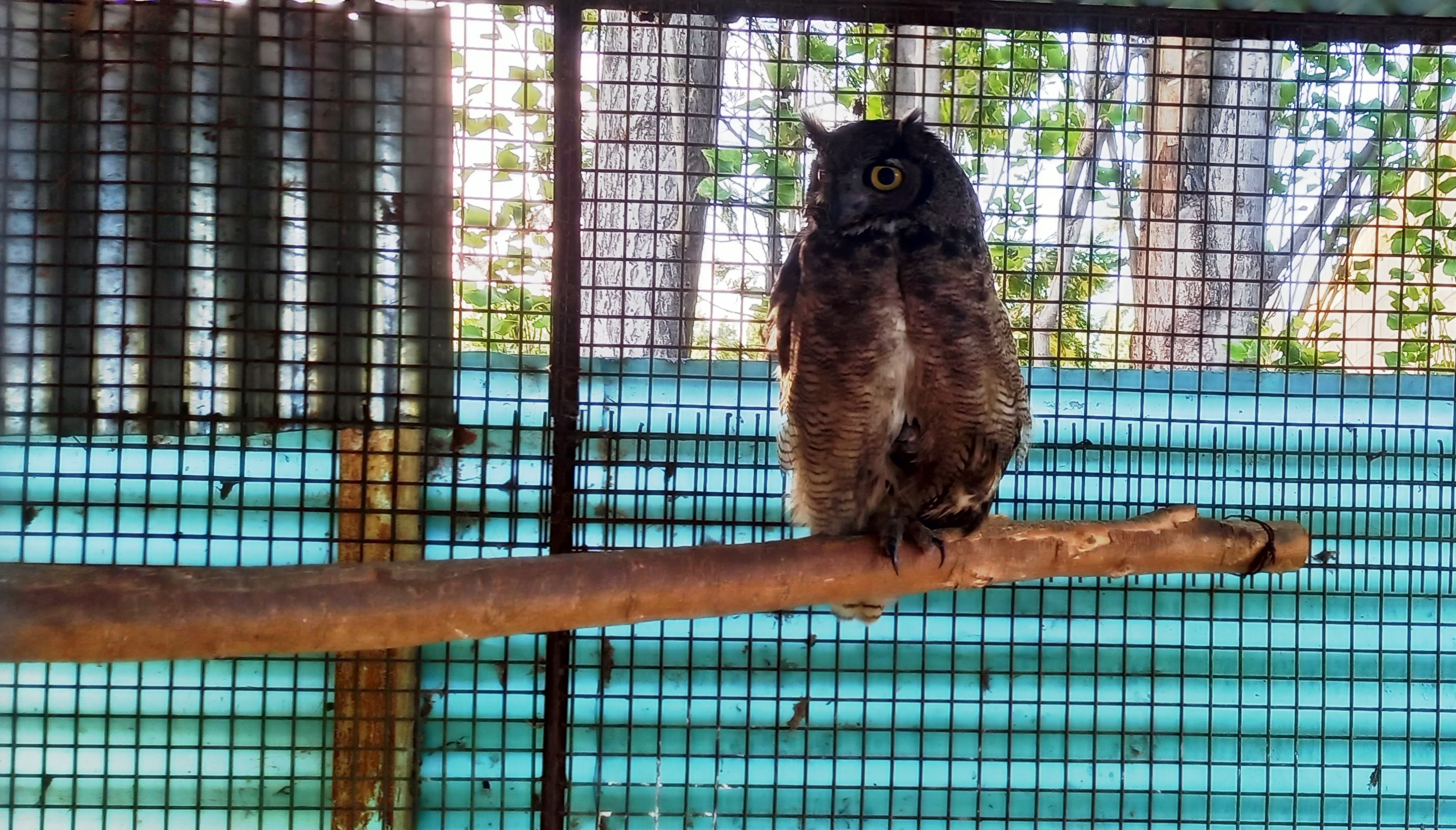
Tucúquere cautivo en Comodoro Rivadavia

Es un búho de hábitos nocturnos que se muestra principalmente activo al anochecer aunque también durante plena noche. En aquellas zonas de su rango en las que en invierno la oscuridad ocupa gran parte del día sus horarios de caza se amplían. Suele cazar en campo abierto, posado sobre una percha desde la que observa y de allí se lanza cuando ha localizado alguna presa. 
Ave principalmente nocturna que se activa al anochecer. En el sur, ocasionalmente se puede observar antes del atardecer o incluso durante el día. 
Durante el día, el búho normalmente se posa solo en una rama cerca del tronco, a menudo bien oculto por líquenes o follaje. También utiliza grietas en acantilados, cornisas o entradas a cuevas en pendientes rocosas como sitios de descanso. Comportamiento poco estudiado, pero parece similar al del búho cornudo. Sin embargo, nunca se ha visto al macho cantor adoptar la postura horizontal típica de su homólogo del norte. Ambos padres pueden ser muy agresivos en las cercanías del nido.

### Dieta
Los roedores constituyen una parte importante de su dieta, aunque consume otros animales como mamíferos tan grandes como conejos y libres, aves, lagartos e invertebrados (insectos, escorpiones, arañas).
Suele cazar en campo abierto, posado sobre una percha desde la cual observa con detenimiento, para luego lanzarse desde allí tras localizar alguna presa.
Los roedores constituyen una parte importante de su dieta, aunque también consume otros animales como mamíferos tan grandes como conejos y liebres, aves (incluyendo aves rapaces), lagartos e invertebrados (insectos, escorpiones, arañas), a los cuales atrapa utilizando principalmente su desarrollado sentido de la audición, su gran visión en la oscuridad, y el sigilo que le proporcionan los peines en las plumas de sus alas, además de las plumas que posee en las patas.

### Ciclo reproductivo

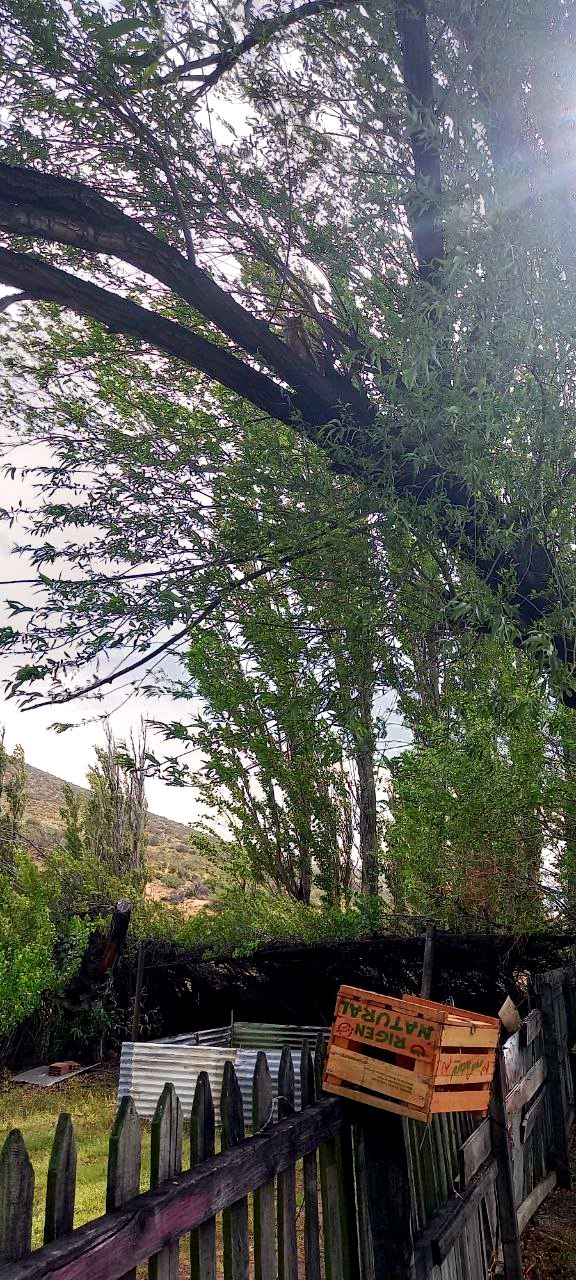
Búho en la Estación Escalante

Se conoce poco de su biología reproductiva. La temporada de cría comienza a finales del invierno. Construye su nido en huecos de paredes rocosas, escondido debajo de formaciones rocosas o en hondonadas en el suelo bajo algún arbusto. 
Como la mayoría de los búhos, es estrictamente territorial. El macho canta desde diferentes perchas en su territorio. Durante el cortejo, dúo masculino y femenino. Cuando la población es densa, como localmente en la Patagonia, el observador estacionario puede escuchar el canto de parejas en territorios adyacentes. Un lugar protegido por una roca que sobresale, una grieta o un agujero más ancho en un acantilado escarpado o entre rocas se usa normalmente como sitio de anidación. En el bosque de Nothofagus, los búhos pueden anidar en una depresión poco profunda en el suelo, a menudo en la base de un tronco o debajo de ramas y árboles rotos. El macho rasca el sitio del nido para profundizar la depresión. Si se dispone de nidos de árboles de aves más grandes, estos también se utilizan para la reproducción. Normalmente, 2-3 huevos blancos (media 53,3 x 43,7 mm) se ponen a finales del invierno o principios de la primavera directamente en la base de la depresión. La incubación, a partir del primer huevo, la realiza la hembra sola, siendo alimentada por su pareja, que lleva la comida al nido. Los jóvenes son alimentados por ambos padres. Dejan el nido antes de poder volar y caminan por el sitio de anidación.
Se conoce poco de su biología reproductiva. La temporada de cría comienza a finales del invierno. Construye su nido en huecos de paredes rocosas, escondido debajo de formaciones rocosas o en hondonadas en el suelo bajo algún arbusto. 
No existe información sobre los tiempos de incubación, abandono del nido y dependencia parental tras el abandono.

## Amenazas y estado de conservación
No es una especie que se encuentre en peligro inminente debido a la extensión del territorio que ocupa y a que las poblaciones permanecen estables; por lo que la UICN la clasifica como preocupación menor.
Muchos búhos se convierten en víctimas de las carreteras, pero esto aún no es una influencia grave en la población, ya que todavía hay muchas áreas sin carreteras en la región de la Patagonia argentina. La persecución humana, que existe a nivel local, puede causar daños más graves a las poblaciones, especialmente en las zonas turísticas. En Chile las poblaciones han aumentado debido a la introducción de conejos.